# Сержиньо (футболист, 1971)
Сержио Клаудио дос Сантос (порт.-браз. Sérgio Cláudio dos Santos; род. 27 июня 1971, Нилополис, Рио-де-Жанейро), более известен как Сержиньо (порт.-браз. Serginho) — бразильский футболист, полузащитник.

## Биография
Сержиньо начал карьеру в команде из Итаперуны на северо-востоке штата Рио-де-Жанейро. В 1994 году выступал за «Баию», где стал чемпионом одноимённого штата. В следующие два года выступления за «Фламенго» и «Крузейро» были не очень удачными. В 1996 году перешёл в «Сан-Паулу» и именно там мастерство Сержиньо раскрылось в полной мере. Игрок выделялся своей скоростью и удачными пасами. В 1998 году выиграл Лигу Паулисту.
В 1999 перешёл в «Милан», где провёл оставшиеся 10 лет карьеры. В итальянском гранде он дважды побеждал в Лиге Чемпионов, выигрывал чемпионат и кубок Италии, Суперкубок Европы и клубный чемпионат мира ФИФА. В «Милане» Сержиньо, как правило, был «двенадцатым игроком», первой заменой, «джокером», способным всегда выйти на замену и усилить игру команды как в обороне, так и во фланговой атаке.
В сборной Бразилии Сержиньо всегда оставался в тени Роберто Карлоса. В 1999 году, в отсутствии последнего, стал финалистом Кубка конфедераций. Кроме того, в 1999 году стал победителем Кубка Америки. Всего в 1998—2001 годах провёл за «Селесао» 10 матчей и отметился 1 забитым голом.

## Достижения

### Командные
«Баия»
- Лига Баияно: 1994

«Сан-Паулу»
- Лига Паулиста: 1998

«Милан»
- Чемпион Италии: 2003/04
- Обладатель Кубка Италии: 2002/03
- Обладатель Суперкубка Италии: 2004
- Победитель Лиги Чемпионов УЕФА (2): 2003, 2007
- Победитель Суперкубка Европы: 2003
- Победитель Клубного чемпионата мира: 2007

Сборная Бразилии
- Победитель Кубка Америки: 1999
- Финалист Кубка конфедераций 1999

### Личные
- Введён в зал славы футбольного клуба «Милан»[3]